# Piazza Cinque Giornate
Piazza Cinque Giornate è una piazza della città di Milano, posta in corrispondenza della non più esistente porta Vittoria, già porta Tosa. L'elemento che la caratterizza è il grande monumento alle Cinque Giornate, opera di Giuseppe Grandi, inaugurato il 18 marzo 1895.

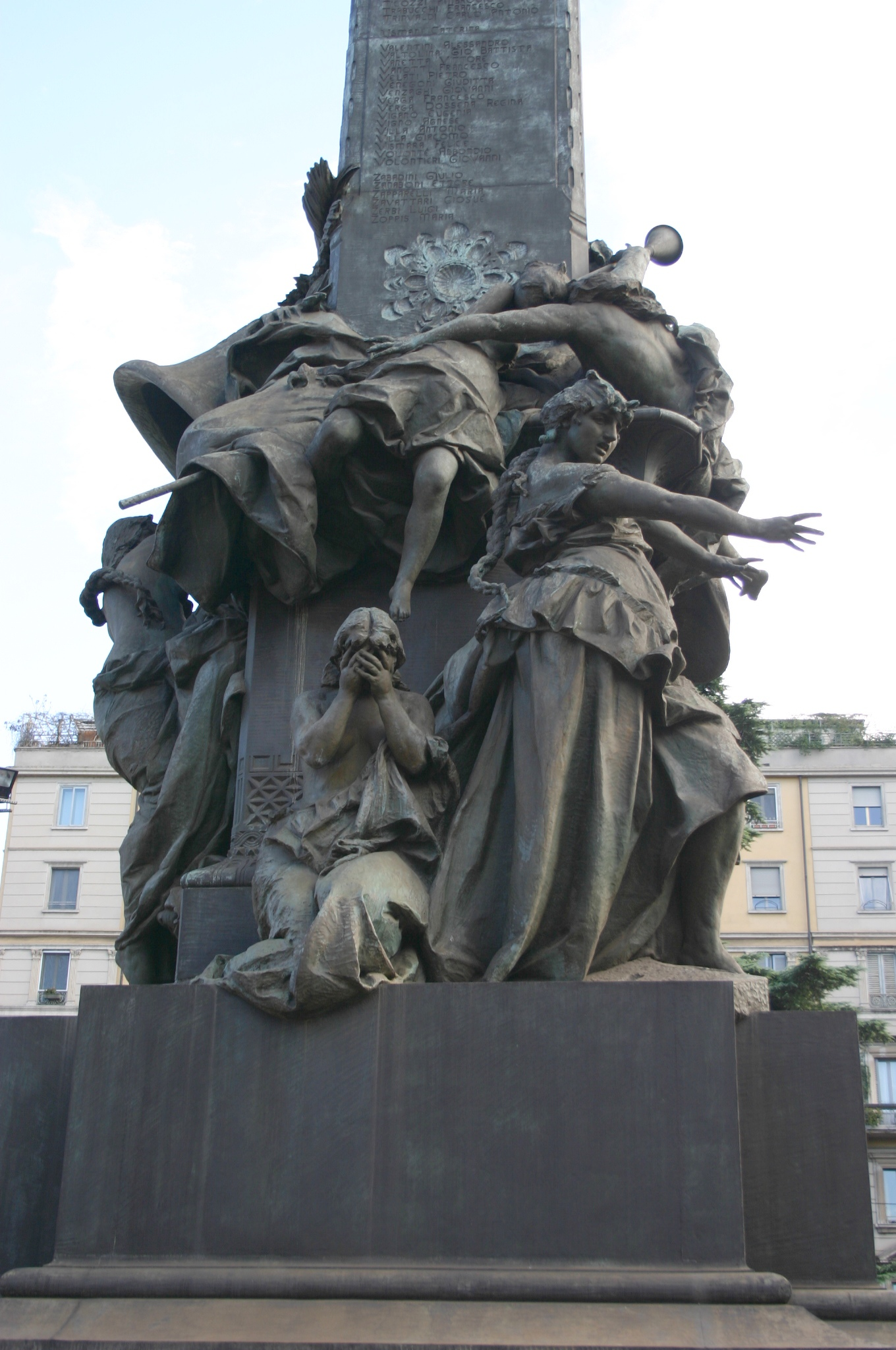
Monumento alle cinque giornate (1895)

## Storia
Laddove sorge ora la piazza in passato si trovava porta Tosa, ricavata all'interno dei Bastioni spagnoli: nata come succursale di porta Venezia, acquisì maggiore importanza nel corso dei secoli, venendo rifatta nella prima metà del XIX secolo. 
Dopo l'Unità d'Italia la porta cambiò nome in Vittoria a memoria della temporanea vittoria su Radetzky e gli austriaci. Vent'anni dopo l'Unità (1881) Giuseppe Grandi vinse il concorso per la costruzione del monumento alle Cinque Giornate che fu da lui terminato nel dicembre del 1894. Grandi morì prima dell'inaugurazione ufficiale, fissata per il 18 marzo 1895, quarantasettesimo anniversario dell'insurrezione popolare.
L'arco della porta venne poi demolito per dare maggior risalto al monumento. Di essa rimangono i due caselli daziari. Ancora oggi sotto il monumento riposano i caduti dell'insurrezione, che fino al 1895 riposavano nella Cripta della Chiesa della vicina Beata Vergine Annunciata.